# Villa Vigoni
Die Villa Vigoni – Deutsch-italienisches Zentrum für den europäischen Dialog ist ein 1986 gegründeter Verein, dessen Gebäudeanlagen und Verwaltung in Besitz der Bundesrepublik Deutschland stehen und der in zwei historischen Villen inmitten eines botanischen Gartens am Comer See residiert. Neben der namengebenden Villa Vigoni gehört zur Liegenschaft auch die Villa Garovaglio. 

## Organisation
Villa Vigoni e. V. ist ein von der deutschen und italienischen Regierung gemeinsam getragener Verein. Zu seinen Aufgaben zählt die Förderung der deutsch-italienischen Zusammenarbeit, insbesondere auf den Gebieten Kultur, Kunst und Wissenschaft. Dies findet explizit in einer europäischen Dimension statt. In der Villa Vigoni werden wissenschaftliche Seminare, Doktorandenkollegs, politische und journalistische Gespräche und Fellowship-Programme angeboten, die sich mit der europäischen Identität, ihrer Geschichte und Zukunft auseinandersetzen.
Die Leitung der Villa Vigoni lag in der Gründungsphase bei Beauftragten des Bundesministeriums für Bildung und Wissenschaft; von 1984 bis 1986 war dies Robert Goroncy und dann bis 1987 Ulrich Podewils. Seit 1986 gibt es einen deutschen und seit 1989 einen italienischen Präsidenten, die gemeinsam das deutsch-italienische Dialogzentrum vertreten. Verantwortlicher Leiter der Villa Vigoni ist der Generalsekretär, der von rund 30 Mitarbeitern unterstützt wird.
| Deutscher Präsident  | Amtszeit  | Italienischer Präsident      | Amtszeit  |
| -------------------- | --------- | ---------------------------- | --------- |
| Lothar Lahn          | 1986–1994 | Luigi Vittorio Ferraris      | 1989–2005 |
| Erich B. Kusch       | 1995–2005 | Umberto Vattani              | 2006–2012 |
| Elisabeth Kieven     | 2006–2012 | Leonardo Visconti di Modrone | 2013–2016 |
| Michael Gerdts       | 2013–2020 | Michele Valensise            | seit 2017 |
| Susanne Wasum-Rainer | seit 2021 |                              |           |

Generalsekretärin der Villa Vigoni ist seit 1. Oktober 2018 die Historikerin, Romanistin und Rosminiexpertin Christiane Liermann. Die Villa Vigoni wurde zuvor geleitet von dem Staatssekretär Paul Harro Piazolo (1987–1992), den Historikern Rudolf Lill (1993–1996) und Bernd Roeck (1997–1999), dem Germanisten Aldo Venturelli (2000–2007), dem klassischen Philologen Gregor Vogt-Spira (2008–2012) und der Literaturwissenschaftlerin Immacolata Amodeo (2012–2018). Die Villa Vigoni verfügt über einen eigenen Youtube-Kanal, der teilweise Tagungen zugänglich macht (siehe unter Weblinks).

## Vorgeschichte
Der Deutsch-Italiener Don Ignazio Vigoni Medici di Marignano besaß mehrere Gebäude und Grundstücke in Menaggio am Comer See, Italien. Mit seinem Tod 1983 vermachte er den Besitz der Bundesrepublik Deutschland mit der Bedingung, die Völkerverständigung zwischen den Ländern zu fördern. Deutschland kam dieser Forderung nach, indem es auf Regierungsebene mit Italien den Verein Villa Vigoni gründete. Auf deutscher Seite ist der Vertragspartner das Bundesministerium für Bildung und Forschung (BMBF), auf italienischer Seite das Außenministerium.

## Rechtsstreit
Die Villa Vigoni war Gegenstand eines Rechtsstreits, der durch eine Klage Deutschlands gegen Italien vor dem Internationalen Gerichtshof (IGH) internationale Bedeutung bekommen hat. Die historischen Wurzeln des Falls liegen in deutschen Kriegsverbrechen im griechischen Ort Distomo (weitere Details im dortigen Artikel). Die Angehörigen der griechischen Opfer klagten vor griechischen Gerichten gegen die Bundesrepublik Deutschland auf Entschädigungszahlungen und obsiegten in einem erstinstanzlichen Versäumnisurteil 1997; ein Revisionsantrag wurde 2000 vom Areopag, dem höchsten griechischen Gericht, zurückgewiesen. Die Zwangsvollstreckung (u. a. Pfändung des Goethe-Instituts in Athen) scheiterte jedoch am Fehlen der notwendigen Zustimmung der griechischen Regierung.
Im Jahr 2008 entschied das oberste italienische Zivilgericht, der römische Kassationsgerichtshof, dass die griechischen Urteile in Italien vollstreckt werden können, woraufhin eine Zwangshypothek auf die Villa Vigoni eingetragen wurde. Dies berührt den Grundsatz der Staatenimmunität, so dass die deutsche und die italienische Regierung sich verständigten, eine Entscheidung des IGH über die generelle Reichweite der völkerrechtlich verankerten Immunität der Staaten gegenüber Individualansprüchen herbeizuführen. 2012 urteilte der IGH zu Gunsten der Bundesrepublik; die Villa kann demnach nicht gepfändet werden.

## Geschichte der Villa
Der aus Frankfurt am Main stammende Mailänder Kaufmann, Industrielle und Bankier Heinrich Mylius (1769–1854) erwarb die Villa einschließlich eines 5 Hektar großen Parks für seinen Sohn Julius. Dieser starb 1829 kurz nach seiner Hochzeit mit der Mailänder Aristokratin Luigia Vitali (1809–1884). Im Gedenken an seinen Sohn ließ Mylius im Garten der Villa einen Tempietto errichten und mit Reliefs von Pompeo Marchesi und Bertel Thorvaldsen ausstatten. Luigia heiratete später Ignazio Vigoni Senior (1808–1860), den Großvater des Erblassers der Villa an die Bundesrepublik.

## Villa Vigoni und Frankfurt am Main
Die Stadt Frankfurt am Main ist heute (2012) noch Mitglied des Vereins Villa Vigoni und zeigt somit noch Dankbarkeit gegenüber dem Mäzen und Verbundenheit mit ihrem Sohn. 
2019 organisierte die Villa Vigoni in Zusammenarbeit mit dem Museum Giersch der Johann Wolfgang Goethe-Universität Frankfurt am Main eine Ausstellung, die 2019 aus Anlass des 250. Geburtstags von Heinrich Mylius in Frankfurt gezeigt wurde.